# Marjorie Jackson
Marjorie Jackson, senare Jackson-Nelson, född den 13 september 1931 i Coffs Harbour i Australien, är en australisk politiker och före detta friidrottare som under 1950-talet tävlade i kortdistanslöpning.

## Biografi
Jacksons genombrott kom vid Samväldesspelen 1950 där hon vann fyra titlar. Inför Olympiska sommarspelen 1952 i Helsingfors sågs hon som en av storfavoriterna eftersom hon även i flera tävlingar hade besegrat den stora fixstjärnan Fanny Blankers-Koen. Jackson vann två olympiska guld, dels 100 meter där hennes segertid på 11,5 också innebar ett nytt världsrekord. Hon vann också guld på 200 meter, och hon hade möjlighet till guld i stafett men där växlade Australien bort sig och det slutade med två guld. Hennes guldmedaljer var de första för Australien i friidrott sedan Teddy Flack vann OS-guld 1896. 
Jackson förbättrade senare världsrekordet på 100 meter till 11,4 sekunder. 
Efter den aktiva karriären var Jackson en av dem som bar den olympiska flaggan vid invigningen av Olympiska sommarspelen 2000 i Sydney. 2001 utsågs hon till guvernör i South Australia ett uppdrag som hon hade fram till och med den 31 augusti 2007.
1953 fick hon utmärkelsen Member of the Order of the British Empire.